# (7592) Takinemachi
(7592) Takinemachi (1992 WR3) – planetoida z pasa głównego asteroid okrążająca Słońce w ciągu 4,39 lat w średniej odległości 2,68 j.a. Odkryta 23 listopada 1992 roku.